# Esenbeckia semiflava
Esenbeckia semiflava är en tvåvingeart som först beskrevs av Christian Rudolph Wilhelm Wiedemann 1830.  Esenbeckia semiflava ingår i släktet Esenbeckia och familjen bromsar. Inga underarter finns listade i Catalogue of Life.